# Scharfrichterhaus (Salzburg)
Das Scharfrichterhaus (heute Haus Neukommgasse 26) in Salzburg-Gneis (Freimannhaus, vereinzelt auch Henkerhaus) liegt am einstigen Totenweg. Dieser Totenweg besaß seinen Namen wegen der dort Hingerichteten und wegen des einstigen Armen-Sünder-Friedhofs an diesem Fahrweg. Hier besaßen direkt neben der früheren Richtstätte die Salzburger Scharfrichter vom frühen 17. bis ins frühe 19. Jahrhundert ihren Wohnsitz. Am 19. August 2024 begann, gegen den Protest der Grünen Bürgerliste und der KPÖ, sein Abriss.

## Nutzung
Das letzte sichtbare Zeugnis jener Richtstätte Salzburgs, die von 1599 bis 1817 Bestand und über Stadt und Land Salzburg hinaus Bedeutung hatte, ist das alte Scharfrichterhaus in Salzburg-Gneis. Heute gehört es zum Besitz des Martinbauern. Das Haus zählt zu den unbedingt erhaltenswerten Baudenkmälern der Stadt. 
Mit an Sicherheit grenzender Wahrscheinlichkeit übersiedelte im Jahr 1599 auf besonderen Wunsch von Fürsterzbischof Wolf Dietrich von Raitenau nicht nur die unmittelbare Richtstätte der Stadt nach Gneis, sondern auch das Scharfrichterhaus. In den Jahren 1690 und 1692 war dieses Haus jedenfalls schon betagt und stark sanierungsbedürftig. Der Hieronymus-Kataster nennt das Gebäude im Jahr 1779 „ein Hauß auf dem hochfürstl. Freymanngut“. Es besitzt damals einen Wert von 200 Gulden. Der letzte Scharfrichter Franz Joseph Wohlmuth versuchte mit Erfolg, das Gebäude aus dem Eigentum der fürsterzbischöflichen Hofkammer an sich zu bringen. Im 19. Jahrhundert wurde das Scharfrichterhaus so zu einem Bauerngut, das bis um das Jahr 2000 bewohnt war.

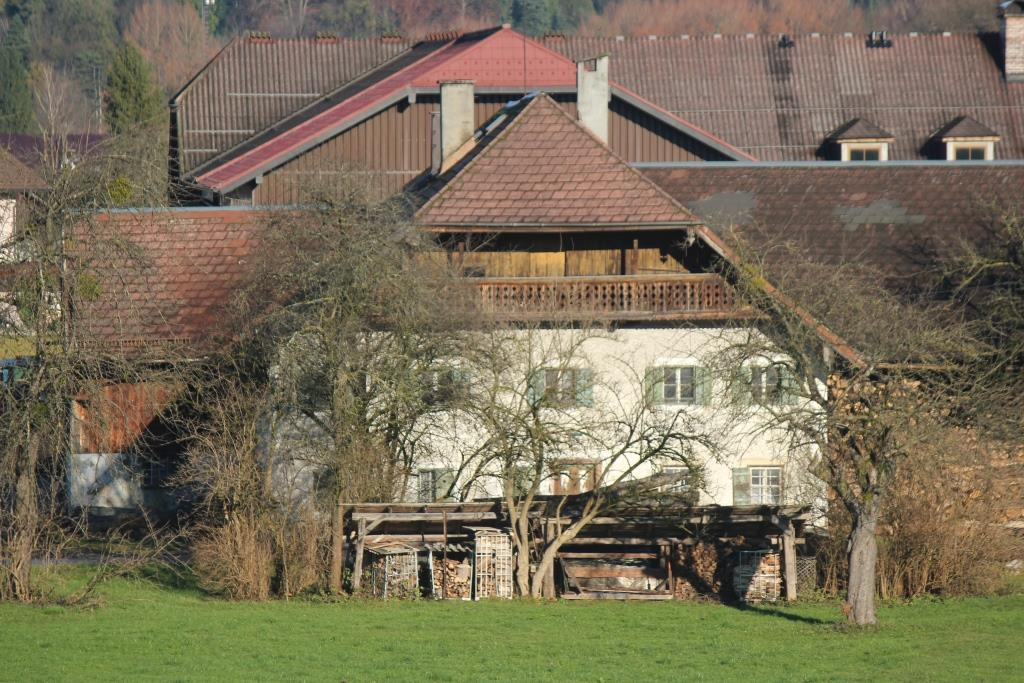
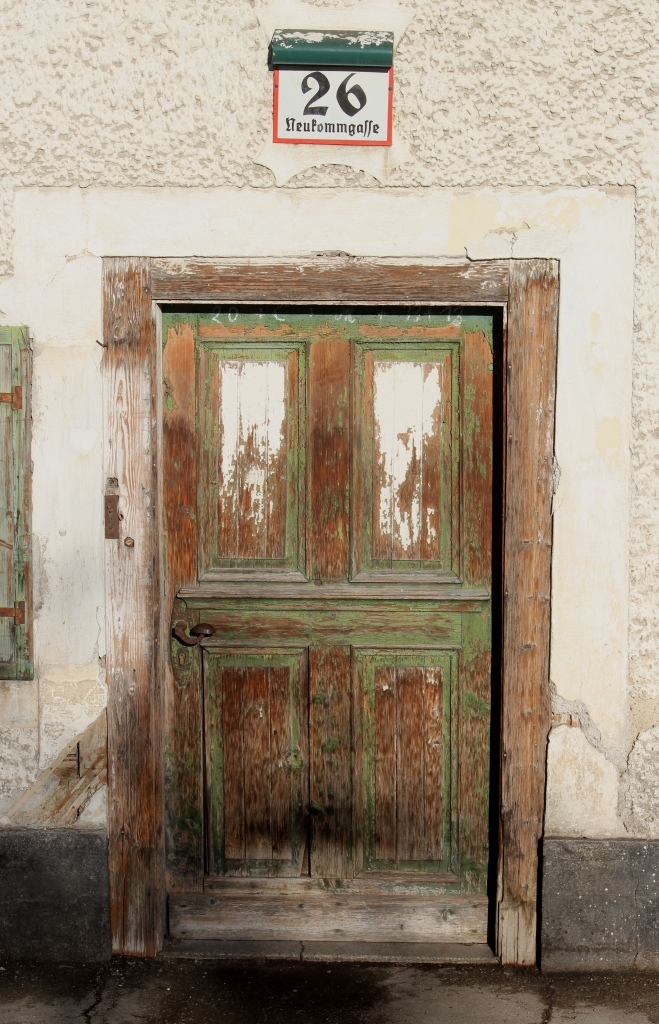
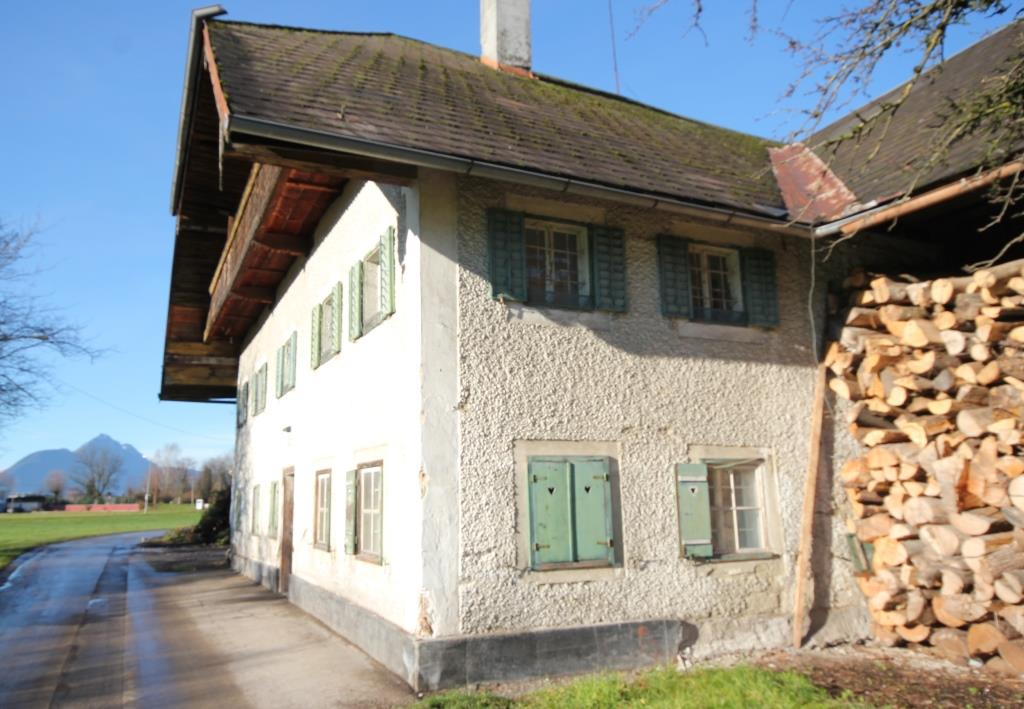
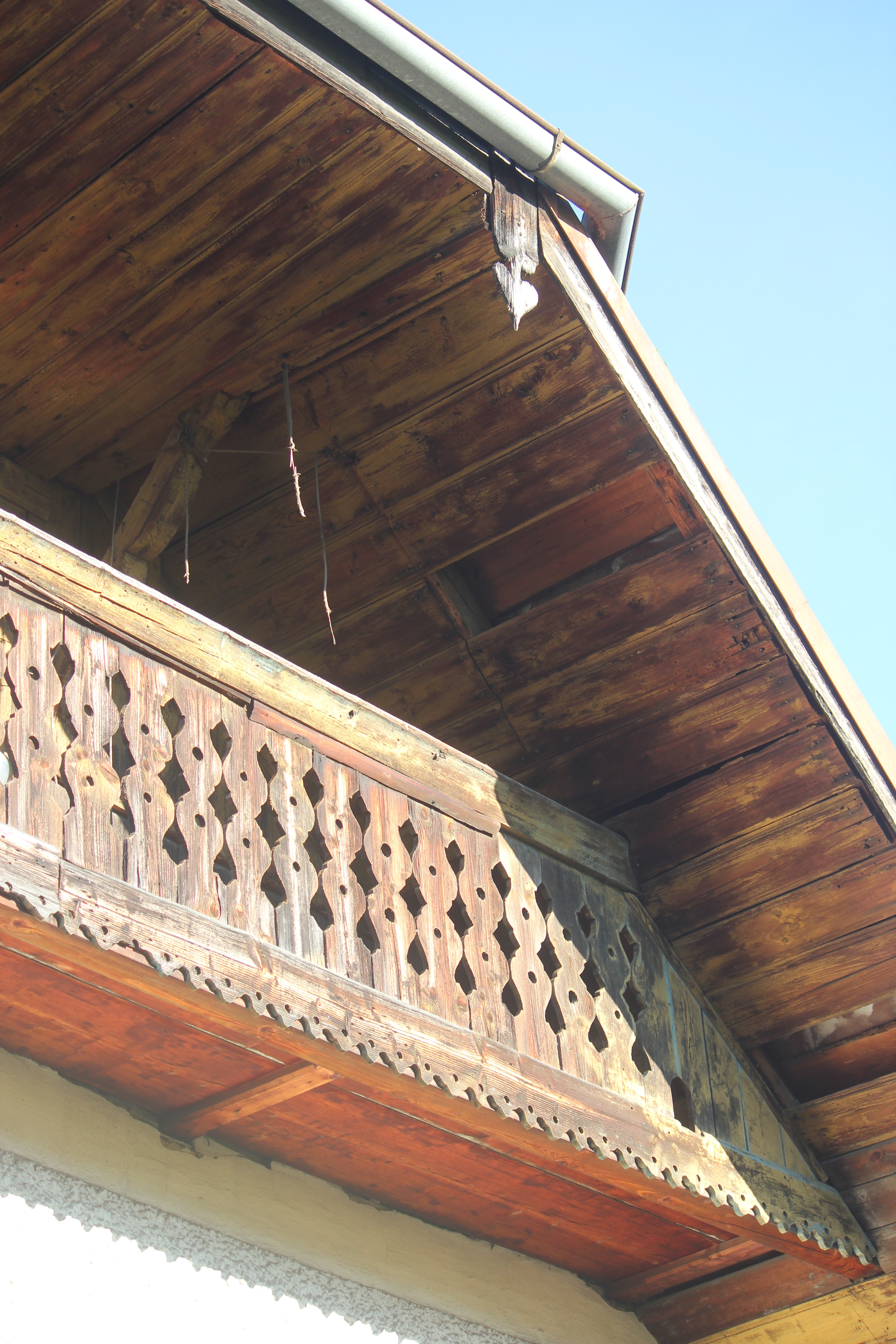
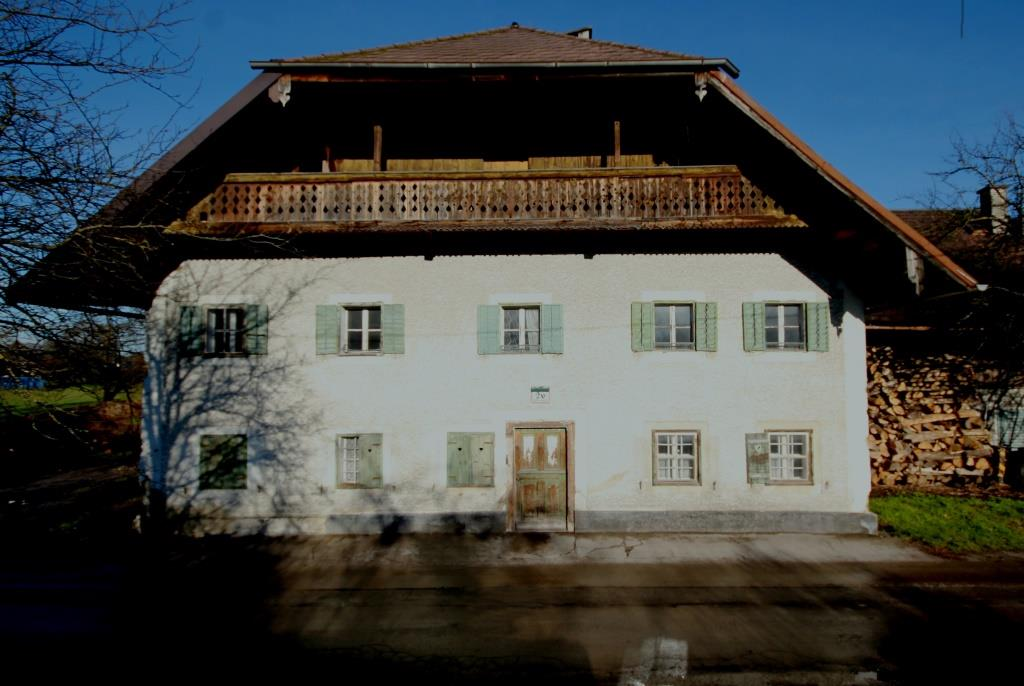

## Gebäude der näheren Umgebung
In fürsterzbischöflicher Zeit blieb der Landschaftsraum im Umfeld des Hochgerichtes und des Scharfrichterhauses unbebaut, da Scharfrichter als ein unehrlicher Beruf galt und der tägliche Anblick der Richtstätte mit den dort zur Schau gestellten verwesenden Toten in mehrfacher Hinsicht nicht attraktiv war. Erst jenseits des Almkanales gab es damals mit dem Pechbrennerhäusel und dem Almbrenner kleine Güter, die durch Hecken, durch die Kopfweiden des Almkanals, durch das Freimannwäldchen und durch Obstgärten aber ebenfalls den direkten Blick auf das Hofgericht mieden. Die kleinen Güter an der Thumegger Straße waren ebenfalls durch Wald abgeschirmt und lagen zudem an der Nordseite der Thumegger Straße. Das nach Süden blickende Kleinpechbrockergut an der Berchtesgadner Straße war bereits etwa 400 m entfernt und liegt zudem östlich der Berchtesgadner Straße, die Baumhecke am westlichen Straßenrand deckte die Richtstätte ebenso ab wie der Obstgarten des Kleinbauerngutes.